# Домброва (Ліпський повіт)
Домброва (пол. Dąbrowa) — село в Польщі, у гміні Цепелюв Ліпського повіту Мазовецького воєводства.
Населення — 212 осіб (2011).
У 1975-1998 роках село належало до Радомського воєводства.

## Демографія
Демографічна структура станом на 31 березня 2011 року:
|          | Загалом | Допрацездатний вік | Працездатний вік | Постпрацездатний вік |
| -------- | ------- | ------------------ | ---------------- | -------------------- |
| Чоловіки | 108     | 23                 | 76               | 9                    |
| Жінки    | 104     | 20                 | 61               | 23                   |
| Разом    | 212     | 43                 | 137              | 32                   |